# Terrence Dzvukamanja
Terrence Dzvukamanja (5 maggio 1994) è un calciatore zimbabwese, centrocampista o attaccante del SuperSport Utd e della nazionale zimbabwese.

## Palmarès

### Club

#### Competizioni nazionali
- Zimbabwe Cup: 1

Ngezi Platinum Stars: 2016